# 鹿野斷層
鹿野斷層（英語：Luyeh Fault）是台灣台東縣的活動逆斷層，長約17公里，約呈南北走向。斷層由台東縣鹿野鄉鹿寮向南延伸至卑南鄉檳榔附近。

## 總結與評估
鹿野斷層位於卑南山礫岩與板岩層的接觸帶，呈南北走向、向東傾斜，因此代表板塊縫合帶的最西界。斷層在板塊碰撞時就已存在，其後在卑南山礫岩沉積同時可能停止活動一段時間，至於鹿野龍田階面的錯移地形面，或撓曲崖特徵，顯示該階地形成後又有活動。此外，槽溝挖掘顯示全新世沉積層已受到褶皺與斷層剪切作用，因此鹿野斷層改列第一類活動斷層。